# Eleonora van Arborea

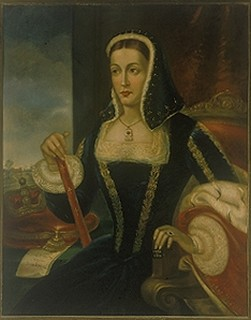
Eleonora van Arborea.

Eleonora  (1347-1404) was de giudicessa ("erfelijk rechter", maar in deze zin staatshoofd) van Arborea van 1383 tot haar dood in 1404. Ze was een der laatste en daarnaast een van de machtigste en belangrijkste Sardijnse rechters. Ze wordt tot op heden op het eiland vereerd als volksheldin.

## Levensloop
Eleonora werd in Molins de Rei in Catalonië geboren als dochter van Marianus IV van Arborea en zijn vrouw Timbora de Roccabertí. Marianus was in in 1346 giudice geworden van Arborea, een territorium aan de Sardijnse westkust. Er wordt gesteld dat zijn familie, de Cappai de Bas deel uitmaakte van de Visconti. Het Giudicato van Arborea omvatte ongeveer een derde van het grondgebied van het eiland Sardinië, en was tijdens het bestuur van Marianus IV het enig deel dat onafhankelijk was. Eleonora werd opgevoed in een omgeving waar oorlog en wapengebruik de normaalste zaak van de wereld waren.
Ze werd door haar vader uitgehuwelijkt aan Brancaleone Doria, een lid van een Genovese adellijke familie, met het doel om al bestaande plaatselijke allianties te versterken. Marianus IV werd na zijn overlijden opgevolgd door zijn zoon Hugo III, die tijdens een republikeinse opstand in maart 1383 vermoord werd. Eleonor greep toen de teugels, als regentes voor haar minderjarige zoon Frederik, die als eerstvolgende mannelijke erfgenaam officieel monarch van Arborea was geworden, en versloeg de republikeinse opstandelingen.  

De vier Sardijnse Giudicati.

De vier jaren na Eleonora's troonsbestijging werden gekenmerkt door een oorlog met de Kroon van Aragón. Deze oorlog verliep zeer fortuinlijk voor Eleonor; nagenoeg alle Aragonese bezittingen op Sardinië vielen toe aan Arborea, en maakte daarmee Arborea tot praktisch tot alleenheerser op het eiland. Eleonor wist een voor de plaatselijke machthebbers zeer voordelig vredesverdrag te sluiten, dat de Sardijnse onafhankelijkheid voor de komende generatie wist te garanderen. Haar zoon Frederik, sneuvelde overigens wel tijdens deze oorlog, ze werd dan ook opgevolgd door diens jongere broer Marianus V.
Eleonora overleed aan de pest in Oristano in 1404. Naar verluidt is ze begraven in de kerk van San Gavino Monreale. 
Eleonora daarnaast bekend vanwege de onder haar bewind opgestelde Carta de Logu, een geavanceerd stelsel van wetten dat in april 1395 in werking trad. Deze wetten waren zeer progressief, de meeste overtredingen werden met boetes en niet met lijfstraffen bestraft, en ook met garanties voor de eigendomsrechten van vrouwen. Het gros van deze wetten behield hun geldigheid tot de integratie van Sardinië in de Italiaanse Unie van 1861.

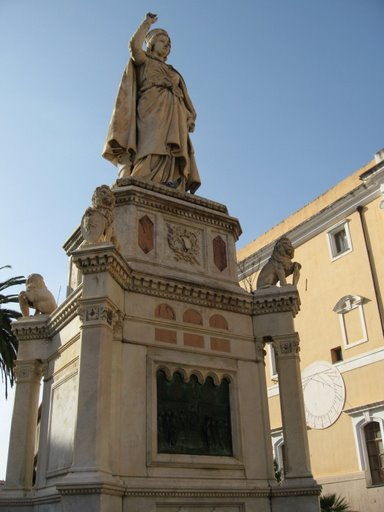
Standbeeld van Eleonora in Oristano. In haar hand de Carta de Logu

Eleonora was een fervent ornithologe. Ze was een van de eerste die wetgeving instelde om een specifieke vogelsoort te beschermen, de Eleonora's valk (Falco eleonorae). Deze vogel is toen ook naar haar vernoemd.